# Karl Baur (Verleger)
Karl Baur (auch Baur-Callwey, geboren 27. November 1898 in München; gestorben 27. Februar 1984 ebenda) war ein deutscher Verleger in der Zeit des Nationalsozialismus und in der Bundesrepublik.

## Leben
Karl Baur, Sohn eines Tapezierers, machte eine Maurerlehre und studierte Architektur an der Technischen Hochschule München. Er wurde Soldat im Ersten Weltkrieg und war nach Kriegsende Freikorpskämpfer im Freikorps Epp und Freikorps Oberland. Baur war am 9. November 1923 Teilnehmer am Hitlerputsch in München und erhielt 1934 den Blutorden der NSDAP. Er machte 1925/26 eine Buchhändlerlehre und war Volontär bei Jakob Hegner und bei Ernst Rowohlt und trat 1926 in den Verlag Callwey ein. Er heiratete Elsbeth Callwey (1888–1937), die Tochter Georg Callweys (1854–1930), und übernahm nach dem Tod des Schwiegervaters die Geschäftsführung und wurde persönlich haftender Gesellschafter der Verlage Callwey, B. G. Teubner in Leipzig und der Druckerei Kastner & Callwey. Zum 1. August 1930 trat Baur der NSDAP bei (Mitgliedsnummer 286.881). In der SA erreichte er den Rang eines SA-Obersturmbannführers.
Nach der Machtergreifung der Nationalsozialisten war Baur von Mai 1933 bis Juni 1934 Mitglied im Aktionsausschuss des Börsenvereins des Deutschen Buchhandels. Von 1934 bis 1941 war er Leiter der Fachschaft Verlag im Bund Reichsdeutscher Buchhändler (BRB) und später Leiter der Gruppe Buchhandel in der Reichsschrifttumskammer. Joseph Goebbels ernannte ihn 1935 zum Mitglied des Reichskultursenats. 1941 verlor er seine Ehrenämter wegen Differenzen innerhalb der NSDAP. 1944 wurden sowohl das Verlagsgebäude als auch die Druckerei bei Luftangriffen der Alliierten zerstört, der Callwey-Verlag musste seine Tätigkeit einstellen.
Baur wurde bei der Entnazifizierung mit einem zeitweisen Berufsverbot in der Buchbranche belegt. Die Callwey-Zeitschrift Baumeister erschien daher zunächst bei Hermann Rinn. Bis 1948 hatte Baur den Callwey-Verlag wieder aufgestellt und konnte nun die Zeitschrift und andere „ausgeliehene“ Titel zurückholen. Baur heiratete 1948 die Buchhändlerin und habilitierte Kunsthistorikerin Margarete Heinhold. Er gab 1976 die Leitung des Unternehmens an seine Frau und seinen Sohn Helmuth Baur-Callwey ab.
Nach dem Abschied aus der aktiven Verlagsarbeit war er als Autor und Redakteur tätig. Ein Jahrzehnt redigierte er die Callwey-Fachzeitschrift „Steinmetz + Bildhauer“.

## Schriften (Auswahl)
- Karl Baur-Callwey: Darmstädter Gespräch  1951, in: Baumeister, Heft 9, 1951, S. 625–627
- Karl Baur-Callwey: Fünfzig Jahre „Baumeister“, in: Baumeister, Heft 1, 1953, S. 41–42
- Mit Büchern wohnen. München : Callwey, 1958
  - Votre Bibliothèque : Choix et installation. Paris : Eyrolles, 1958
- Wenn ich so zurückdenke ... : Für d. Freunde aus 7 Jahrzehnten, 27.11.1968 München : Callwey, 1968
  - Wenn ich so zurückdenke ... : ein Leben als Verleger in bewegter Zeit. Vorwort Heinz Friedrich. München : Deutscher Taschenbuch-Verlag, 1985
- Zeitgeist und Geschichte : Versuch einer Deutung. München : Callwey, 1978
- 1884-1984 Geschichte des Hundertjährigen Verlages Callwey. Callwey, 1984